# Apatura here
Apatura here är en fjärilsart som beskrevs av Felder 1862. Apatura here ingår i släktet Apatura och familjen praktfjärilar. Inga underarter finns listade i Catalogue of Life.